# Lori Bowden
Lori Chestnut (* 13. Juni 1967 in Fergus, Ontario als Lori Bowden) ist eine ehemalige kanadische professionelle Triathletin, Duathlon-Weltmeisterin (1998) sowie zweifache Siegerin der Ironman World Championship (1999 und 2003).

## Werdegang
Lori Bowden wuchs in der Umgebung von Toronto auf. Ihre Eltern Sandra und Don waren beide begeisterte Triathleten. 1987 begann Bowden ebenfalls mit Triathlon und nur zwei Jahre später absolvierte sie 1989 ihre erste Langdistanz beim Ironman Canada in Penticton. Mitte der 1990er-Jahre zog sie nach Victoria, wo sie die Möglichkeit zum ganzjährigen Training fand.
1998 wurde Lori Bowden in Zofingen Duathlon-Weltmeisterin. In den Jahren 1999 und 2003 gewann sie den Ironman Hawaii.
1999 gelang es ihr dabei als erster Frau in der Geschichte der Veranstaltung, die Laufstrecke in 2:59:16 h unter drei Stunden zu absolvieren. Ihr Streckenrekord wurde erst neun Jahre später durch Chrissie Wellington und Sandra Wallenhorst unterboten. Mit vier zweiten Plätzen (1997, 1998, 2000, 2001) sowie einem dritten Platz 2002 gehörte Bowden rund um die Jahrtausendwende zu den dominierenden Frauen dieser Veranstaltung. Fünf Siege beim Ironman Canada von 1997 bis 2002 machten sie zur Queen of Penticton.
1998 heiratete Lori Bowden den Triathleten Peter Reid.
Beide feierten auf Hawaii im Oktober 2003 als erstes Ehepaar einen Doppelsieg bei der Ironman World Championship, wenngleich sie eine Woche vor der Veranstaltung bereits ihre Scheidung vereinbart hatten.
Von November 2004 bis Februar 2006 drehte das Endurance Films Studio den Dokumentarfilm „What It Takes“ über das Training und die Vorbereitung für den Ironman Hawaii von Lori Bowden sowie Luke Bell, Heather Fuhr und Peter Reid, der Film mit einer Laufzeit von 96 min kam 2006 in den USA und Kanada heraus.
Mit ihren Lebenspartner Keith Simmons, Inhaber eines Unternehmens zur Herstellung von Neoprenanzügen, bekam Bowden im September 2005 ihren gemeinsamen Sohn Tyson. 2006 startete sie wieder erfolgreich bei Triathlon-Bewerben.

## Auszeichnungen
- 2009 wurde Lori Bowden (gemeinsam mit Les McDonald als Gründungspräsident der ITU) mit der Aufnahme in die British Columbia Sports Hall of Fame geehrt.[5]
- 2015 ehrte der kanadische Triathlonverband Bowden mit der Aufnahme in seine Ruhmeshalle.[6]
- Ebenfalls 2015 nahm auch der zum chinesischen Dalian Wanda Konzern gehörende Veranstalter des Ironman Hawaii, Bowden (gemeinsam mit Heather Fuhr) in seine Ironman Hall of Fame auf.[7]

## Sportliche Erfolge
| Datum/Jahr    | Platz | Wettbewerb                         | Austragungsort       | Zeit     | Bemerkung |
| ------------- | ----- | ---------------------------------- | -------------------- | -------- | --------- |
| 18. Juni 2006 | 2     | New Balance Half Ironman Triathlon | Victoria             | 04:36:58 |           |
| 2003          | 1     | Eagleman Ironman 70.3              | Cambridge (Maryland) | 04:21:53 |           |

| Datum/Jahr    | Platz | Wettbewerb        | Austragungsort | Zeit     | Bemerkung |
| ------------- | ----- | ----------------- | -------------- | -------- | --- |
| 21. Okt. 2006 | 28    | Ironman Hawaii    | Hawaii         | 10:10:39 | |
| 16. Juli 2006 | 2     | Ironman Austria   | Klagenfurt     | 09:14:59 | Lori Bowden ist nach der Geburt ihres Sohnes Tyson und der anschließenden Babypause in erfolgreich wieder zurück im Renngeschehen. |
| 16. Okt. 2004 | 11    | Ironman Hawaii    | Hawaii         | 10:16:03 | |
| 18. Okt. 2003 | 1     | Ironman Hawaii    | Hawaii         | 09:11:55 | Lori Bowden und Peter Reid feierten als erstes Ehepaar einen Doppelsieg bei der Ironman World Championship                         |
| 13. Juli 2003 | 2     | Ironman Germany   | Frankfurt      | 09:22:24 | |
| 19. Okt. 2002 | 3     | Ironman Hawaii    | Hawaii         | 09:22:27 | |
| 25. Aug. 2002 | 1     | Ironman Canada    | Penticton      | 09:15:52 | |
| 7. Juli 2002  | 1     | Ironman Austria   | Klagenfurt     | 08:51:22 | |
| 6. Okt. 2001  | 2     | Ironman Hawaii    | Hawaii         | 09:32:59 | |
| 1. Juli 2001  | 1     | Ironman Austria   | Klagenfurt     | 08:59:41 | |
| 8. Apr. 2001  | 1     | Ironman Australia | Forster        | 09:00:19 | |
| 14. Okt. 2000 | 2     | Ironman Hawaii    | Hawaii         | 09:29:05 | |
| 27. Aug. 2000 | 1     | Ironman Canada    | Penticton      | 09:17:23 | |
| 9. Apr. 2000  | 1     | Ironman Australia | Forster        | 08:55:08 | |
| 31. Okt. 1999 | 1     | Ironman Hawaii    | Hawaii         | 09:13:02 | Lori Bowden stellt mit 2:59:16 Stunden einen neuen Streckenrekord auf der Laufstrecke auf, der erst 2008 unterboten wird.          |
| 29. Aug. 1999 | 1     | Ironman Canada    | Penticton      | 09:14:03 | |
| 2. Mai 1999   | 1     | Ironman Australia | Forster        | 09:08:52 | |
| 3. Okt. 1998  | 2     | Ironman Hawaii    | Hawaii         | 09:27:19 | |
| 30. Aug. 1998 | 1     | Ironman Canada    | Penticton      | 09:21:16 | |
| 5. Apr. 1998  | 3     | Ironman Australia | Forster        | 09:17:52 | |
| 18. Okt. 1997 | 2     | Ironman Hawaii    | Hawaii         | 09:41:42 | |
| 24. Aug. 1997 | 1     | Ironman Canada    | Penticton      | 09:22:09 | |
| 14. Apr. 1997 | 3     | Ironman Australia | Forster        | 09:28:03 | |
| 26. Okt. 1996 | 8     | Ironman Hawaii    | Hawaii         | 09:48:14 | |
| 14. Juli 1996 | 3     | Ironman Europe    | Roth           | 09:39:35 | |
| 9. Juli 1995  | 10    | Ironman Europe    | Roth           | 10:22:01 | |
| 15. Okt. 1994 | 15    | Ironman Hawaii    | Hawaii         | 10:13:57 | |

| Datum/Jahr   | Platz | Wettbewerb        | Austragungsort | Zeit     | Bemerkung                                                                       |
| ------------ | ----- | ----------------- | -------------- | -------- | ------------------------------------------------------------------------------- |
| 7. Juni 1998 | 1     | Powerman Zofingen | Zofingen       | 07:21:51 | Duathlon-Weltmeisterin                                                          |
| 1. Juni 1997 | 16    | Powerman Zofingen | Zofingen       | 08:06:59 | Der „Powerman“ in Zofingen zählt im Duathlon als Langdistanz-Weltmeisterschaft. |

(DNF – Did Not Finish)